# 沼田亮義
沼田 亮義（ぬまた りょうぎ、1894年5月1日 - 1981年1月15日）は、日本の政治家、僧侶。長野県常盤村村長、長野県仏教会副会長、總持寺顧問などを歴任。号は大安。

## 来歴
長野県下水内郡常盤村 （現飯山市照里）生まれ。旧制世田谷中学卒業。1819年（大正8年）曹洞宗大学林（現: 駒澤大学）卒業。
長崎県の三菱鉱業高嶋炭坑布教師、地方改良布教師、宗務所長、宗会議員、特選議員を経て、長野県遺族会理事、長野市老人クラブ連合会長、長野県保護司会理事、常盤村会議員を歴任。1951年に常盤村村長に就任。總持寺顧問、長野市如法寺33世を務める。